# 松秀寺 (東京都港区)
松秀寺（しょうしゅうじ）は、東京都港区にある時宗の寺院。

## 歴史
嘉元年間（1303年 - 1306年）に開山された。
元々は武蔵国多摩郡高井戸（現・東京都杉並区高井戸）に位置し、「常光寺」と称していたが、1752年（宝暦2年）に紀州藩第7代藩主徳川宗将の支援の下、現在地に移転した。1765年（明和2年）に「松秀寺」に改称した。
当寺には地蔵菩薩が安置されている。徳一の作といわれており、「日を限って祈願する」ことになっていることから「日限地蔵」と呼ばれている。

## 文化財
- 日限地蔵尊略縁起等版木（港区指定文化財 平成27年10月14日指定）[2]

## 交通アクセス
- 白金高輪駅より徒歩2分。